# Pier Ludovico Pavoni
Pier Ludovico Pavoni (* 25. April 1926 in Rom) ist ein italienischer Kameramann, Filmproduzent und -regisseur.

## Leben
Pavoni diplomierte am Centro Sperimentale di Cinematografia in Kameraführung 1948 und arbeitete als Dokumentarfilmer an der Seite von Mario Craveri und Leonida Barboni. Nach kurzer Zeit als Kameraassistent wirkte er ab 1952 als Chefkameramann, als er die Episode von Eduardo De Filippo zum Kofferfilm Marito e moglie fotografierte. Bis 1965 war er regelmäßig und zahlreich, bis 1989 noch für ausgewählte Produktionen in dieser Funktion aktiv. Unter anderem fotografierte er eine erkleckliche Anzahl an Sandalenfilmen. Für die Produktionsgesellschaft „Dear“ war er darüber hinaus zwischen 1960 und 1971 als Produzent tätig und inszenierte drei Filme Mitte der 1970er Jahre (zwei nach eigenen Drehbüchern) selbst, die gute Erfolge wurden und sorgfältig gemacht waren.
1959 erhielt Pavoni für die Fotografie bei La muraglia cinese ein Silbernes Band. Drei Jahre zuvor hatte er beim Filmfestival von San Sebastian den Preis für die beste Fotografie für Un po' di cielo erhalten.

## Filmografie (Auswahl)
Kameramann
- 1952: Marito e moglie (eine Episode)
- 1955: Abenteuer der vier Musketiere (I cavalieri della regina)
- 1958: Hinter der großen Mauer (La muraglia cinese)
- 1959: Judith – Das Schwert der Rache (Giuditta e Oloferne)
- 1959: Die Mühle der versteinerten Frauen (Il mulino delle donne di pietra)
- 1959: Die Rache der Borgias (La notte del grosse assalto)
- 1960: Das bittere Leben (Il sicario)
- 1960: Die Frau der Pharaonen (La donna degli faraoni)
- 1960: Unschuld im Kreuzverhör (Il rossetto)
- 1961: Die Bacchantinnen (Le baccanti)
- 1961: Der Eroberer von Korinth (il conquistatore di Corinto)
- 1961: Mein Freund, die Bestie (Ti-Koyo e il suo pescecane)
- 1961: Nackt jeden Abend (Giuventù di notte)
- 1961: Ritt in die Freiheit (Col ferro e col fuoco)
- 1962: Der Gladiator von Rom (Il gladiatore di Roma)
- 1963: Die Sklavinnen von Damaskus (L'eroe di Babilonia)
- 1963: Die Teufelskerle von Dorano (I dioavoli di Spartivento)
- 1963: Der Tiger von Sardes (Goliath e la schiava ribelle)
- 1964: Der Aufstand der Prätorianer (La rivolta degli pretoriani)
- 1964: Blutgericht (La rivolta dei sette)
- 1964: Kaiser der Gladiatoren (I due gladiatori)
- 1964: Maciste, der Held von Sparta (Maciste, gladiatore di Sparta)
- 1964: Der stärkste Mann der Welt (Il trionfo di Ercole) (& Produktion)
- 1965: Der Größte der Gladiatoren (Il magnifico gladiatore)
- 1965: Der Letzte der Gladiatoren (Eroe di Britannia)
- 1970: Die Filzlaus kehrt zurück (Il rompibale… rompe ancora)
- 1989: Blue Dolphin – L’avventura continua…

Produktion
- 1965: Kampf um Atlantis (Il conquistatore di Atlantide)
- 1966: Der Mann, der aus dem Norden kam (Frontera al Sur)
- 1967: Die Zeit der Geier (Il tempo degli avvoltoi)
- 1968: Django – Ein Sarg voll Blut (Il momento di uccidere)

Regie
- 1973: Un modo di essere donna
- 1974: Amore libero – Free Love (& Drehbuch)